# 슈타인 암 라인
슈타인 암 라인(독일어: Stein am Rhein)은 스위스 샤프하우젠주의 유서 깊은 도시이자 지자체이다.
도시의 중세 중심지는 고대 거리 계획을 유지하고 있다. 성벽이 있던 자리와 성문은 보존되어 있지만, 이전 성벽은 지금은 가옥으로 이루어져 있다. 도시의 중세 부분은 보행자 전용 구역이었으며, 많은 중세 건물이 프레스코화로 칠해져 있다.

## 역사
1007년 또는 그즈음에 하인리히 2세 (신성 로마 황제)는 성 조지 수도원을 이전에 징겐의 호엔트빌(Hohentwiel)에 있던 위치에서 슈타인 암 라인으로 옮겼다. 주요 도로와 하천이 교차하는 이 전략적 요충지에서 그의 존재를 공고히 하기 위함이었다. 그는 수도원장들에게 슈타인과 슈타인의 거래에 대한 광범위한 권한을 주어 상업적으로 개발할 수 있도록 했다. 이 점에서 그들은 매우 성공적이었고 슈타인 암 라인은 빠르게 번영하는 도시가 되었으며, 15세기에 잠시동안 독일 제국의 지위를 부여 받았다.
제국 수도원도 번성했고 15세기에 건물을 완전히 재건했는데, 이 건물은 이 지역의 후기 고딕 건축의 중요한 사례로 남아 있다.
종교 개혁 하에 수도원은 세속화되었고, 그 자산은 취리히가 인수했다. 수도원장 폰 빙켈스하임은 취리히 당국과 타협을 했고 수도원의 통제권은 그들에게 넘겼지만, 그와 나머지 승려들은 죽을 때까지 그 건물에 남아 있을 수 있었다. 그러나 취리히는 합스부르크 왕가와 결탁한 대수도원장을 의심하고 그를 새 방에 가두었다. 그는 라돌프첼로 탈출할 수 있었지만, 1526년에 곧 사망했다.
1945년 2월 22일, 도시는 미 공군의 폭격을 받았다.

## 지리

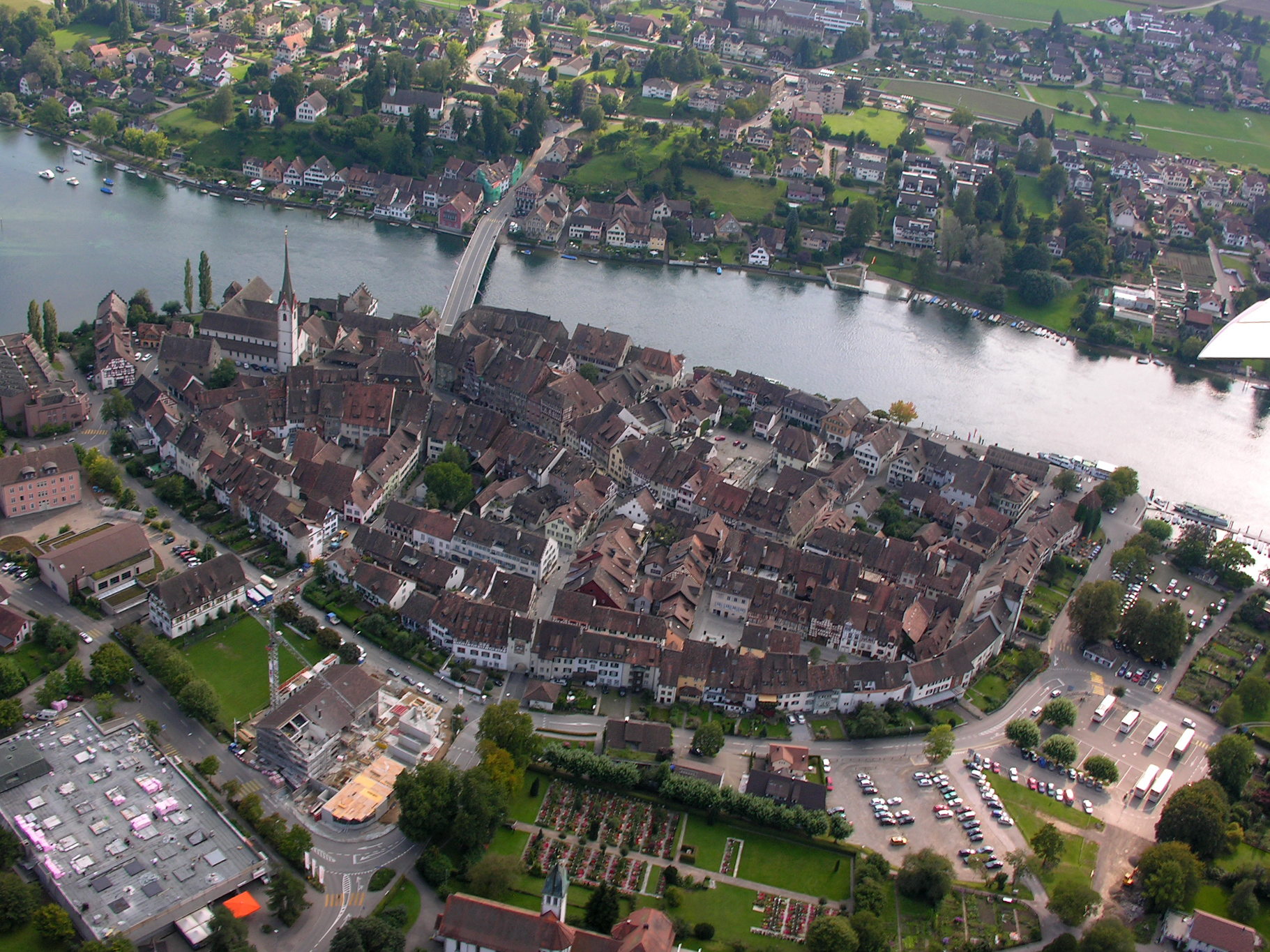
슈타인 암 라인의 공중 사진, 라인강과 작은 중세 도시를 보여준다

슈타인 암 라인의 면적은 2018년 기준으로 6.05k㎡이다. 이 지역 중 29.9%가 농업용으로 사용되며, 42.4%는 산림이다. 나머지 토지 중 22%는 정착지(건물 또는 도로)이고 나머지(5.7%)는 불모지(강 또는 호수)이다.

## 인구통계
2020년 12월 31일 기준, 슈타인 암 라인의 인구는 3,561명이다. 2008년 전체 인구의 20.6%가 외국인이었다. 외국인 인구(2008년 기준) 중 독일 38.6%, 이탈리아 6.9%, 크로아티아 3.2%, 세르비아 12.8%, 북마케도니아 10.8%, 터키 1.8%, 25.8%는 다른 나라에서 왔다. 2000년 기준, 인구 대부분인 89.2%가 독일어를 사용하며, 세르비아-크로아티아어가 2위(2.5%)이고, 알바니아어가 3위(1.4%)이다.
2008년 기준으로 어린이와 청소년(0~19세)은 인구의 19.2%, 성인(20~64세)은 59.2%, 노인(64세 이상)은 21.5%를 구성한다.
2007년 연방 선거에서 가장 인기 있는 정당은 42%의 득표율을 기록한 스위스 인민당이었다. 다음으로 가장 인기 있는 두 정당은 스위스 사회민주당(33%)과 스위스 자유민주당 (24.9%)이었다.
인구의 약 75%(25-64세)가 비필수 고등교육 또는 추가 고등교육(대학 또는 응용학문대학)을 완료했다. 2007년 기준으로 인구의 1.65%가 유치원 또는 다른 유치원에 다니고, 5.66%가 초등학교, 3.08%가 하위 중학교, 2.13%가 상위 중학교에 다니고 있다.
2000년 기준으로 인구의 25.1%가 로마 가톨릭 교회에 속해 있고, 50.6%가 스위스 개혁 교회에 속해 있다.
역사적 인구는 다음 표에 나와 있다.
| 년도 | 인구  |
| ---- | ----- |
| 1990 | 2,815 |
| 2000 | 2,995 |

## 경제

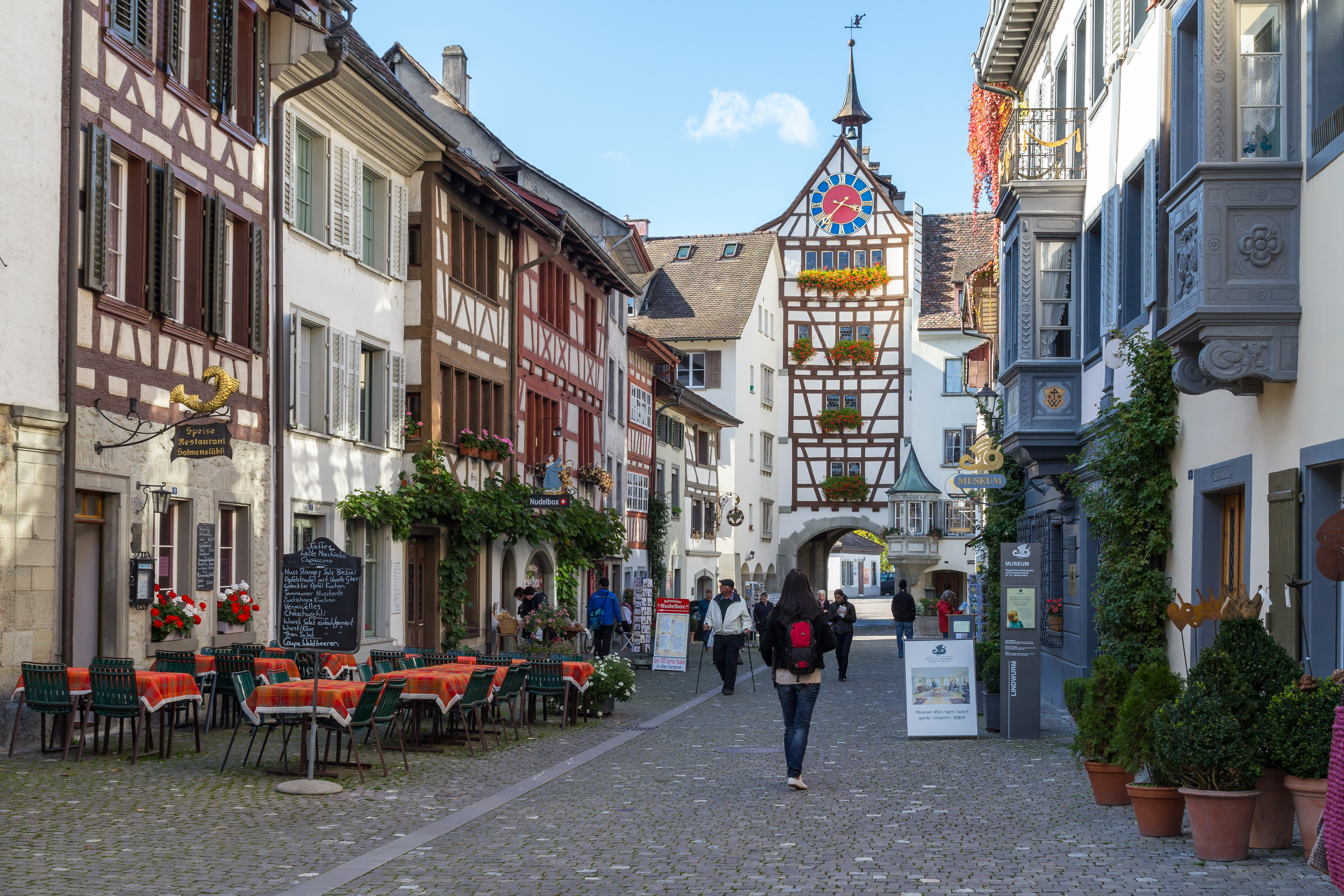
"운터슈타트" 거리와 운터토어(낮은 문과 시계탑)

슈타인 암 라인의 실업률(2007년 기준)은 1.74%이다. 2005년 기준으로 1차 경제 부문에 61명이 고용되어 있고, 이 부문에 약 14개 기업이 참여하고 있다. 553명의 사람들이 2차 부문에 고용되어 있고, 이 부문에 45개의 기업이 있다. 856명이 3차 부문에 고용되어 있으며, 이 부문에는 172개의 기업이 있다.
2008년 중반 기준 실업률은 2.1%이다. 지자체에는 217개의 비농업 기업이 있었고, (비농업) 인구의 38.6%가 경제의 2차 부문에 참여했고, 61.4%가 3차 부문에 참여했다. 동시에 노동인구의 71.1%가 상근직이고, 28.9%가 시간제 고용이다. 어느 정도 고용된 1,552명이 있었고, 그중 여성이 노동력의 44.1%를 차지했다. 2000년 기준으로 644명의 주민이 지자체에서 일했으며, 714명의 주민은 슈타인 암 라인 외부에서 일했으며, 625명은 일을 위해 지자체로 통근했다.
2008년 현재 16개의 레스토랑과 435개의 침대를 갖춘 10개의 호텔이 있다. 슈타인 암 라인의 환대 산업에는 105명의 직원이 있다.

## 문화
슈타인 암 라인은 1972년 건축 유산의 보존에 대한 첫 번째 바커상을 수상했다. 이 상은 슈타인 암 라인이 스위스에서 거의 유일하고, 유럽 전역에서 보기 드문 곳으로 컴팩트한 공간에 주목할만한 건물이 많다는 점에 주목했다. 또한 도시를 보존하는 데 세심한 주의를 기울였다.

### 국가중요문화재
슈타인 암 라인에는 국가적으로 중요한 스위스 문화유산으로 지정된 여러 건물이 있다. 목록에 세 개의 교회가 있다. 성 게오르그의 전 수도원 교회, 성 조르겐의 전 베네딕토회 수도원 교회 및 성 교회(Kirche auf Burg). 도시 위의 Burg Hohenklingen, 더 오래된 후기 로마 성 및 도시 성벽도 목록에 포함된다. 구시가지에는 인벤토리에 있는 6채의 집이나 시립 건물이 있다. 이전 라트하우스 거리 9번지의 Inn Rother Ochsen, 베렌가스 7번지의 Haus Neubu, 운더슈타트 18번지의 Haus zum Lindwurm, Haus zum Weissen AdlerOberstadt 1, 라트하우스 광장 7번지의 Haus zur Vorderen Krone 및 라트하우스 광장 1번지의 시청이 나머지 인벤토리를 구성한다.

## 교통
슈타인 암 라인역은 약 500m의 도보 거리에 있는 역사적 중심지인 라인강 맞은편(남쪽)에 위치해 있다. 이 역은 샤프하우젠, 장크트갈렌 및 빈터투어와 연결된다. 매 30분마다 실행된다. 징겐, 프라우엔펠트 및 라돌프첼 행 버스도 있다.